# Pritchardia viscosa
Espèce
Statut de conservation UICN

 CR A1acde+2cde, B1+2abcde, D : 
En danger critique
 (1998 - needs updating) 
Pritchardia viscosa est une espèce de plantes de la famille des Arecaceae.

## Répartition
Cette espèce est endémique de l'île Kauai à Hawaï. On la trouve dans les forêts humides entre 500  et   700 m d'altitude.

## Publication originale
- Memoirs of the Bernice Pauahi Bishop Museum.... 8: 66. 1921.